# Elecciones regionales de Loreto de 2002
Las elecciones regionales de Loreto de 2002 se llevaron a cabo el 17 de noviembre de 2002 para elegir al presidente regional, al vicepresidente regional y al Consejo Regional para el periodo 2003-2006. La elección se celebró simultáneamente con elecciones regionales y municipales (provinciales y distritales) en todo el Perú.

## Sistema electoral
El Gobierno Regional de Loreto es el órgano administrativo y de gobierno del departamento de Loreto. Está compuesto por el presidente regional, el vicepresidente regional y el Consejo Regional.
La votación del presidente, vicepresidente y consejo regional se realiza en base al sufragio universal, que comprende a todos los ciudadanos nacionales mayores de dieciocho años, empadronados y residentes en el departamento de Lambayeque y en pleno goce de sus derechos políticos.
El Consejo Regional de Loreto está compuesto por 7 consejeros elegidos por sufragio directo para un período de cuatro (4) años, en forma conjunta con la elección del presidente regional. La votación es por lista cerrada y bloqueada. Se asigna a la lista ganadora los escaños según el método d'Hondt o la mitad más uno, lo que más le favorezca.

## Partidos y candidatos
A continuación se muestra una lista de los principales partidos y alianzas electorales que participaron en las elecciones:
| Candidatura | Candidatura | Partidos y alianzas | Candidato | Candidato                     | Ideología                                           | Ref. |
| ----------- | ----------- | --- | --------- | ----------------------------- | --------------------------------------------------- | ---- |
|             | PP          | Lista - Perú Posible (PP) |           | Patricia Donayre Pasquel      | Socioliberalismo Democracia liberal Tercera vía     |      |
|             | UN          | Lista - Unidad Nacional (UN) – Partido Popular Cristiano (PPC) – Solidaridad Nacional (SN) – Renovación Nacional (RN) – Cambio Radical (CR) |           | Alfonso Bayro Cavero          | Democracia cristiana Conservadurismo Neoliberalismo |      |
|             | FL          | Lista - Movimiento Independiente Fuerza Loretana (FL)                                                                                       |           | Yván Vásquez Valera           | Regionalismo loretano                               |      |
|             | NA          | Lista - Movimiento Independiente Nueva Amazonía (NA)                                                                                        |           | Jorge Moreno Izaguirre        | Regionalismo loretano                               |      |
|             | UNIPOL      | Lista - UNIPOL (UNIPOL) |           | Robinson Rivadeneyra Reátegui | Regionalismo loretano                               |      |

## Resultados

### Sumario general
|                        |                                               |              |              |              |            |            |
| Partidos y coaliciones | Partidos y coaliciones                        | Voto popular | Voto popular | Voto popular | Consejeros | Consejeros |
| Partidos y coaliciones | Partidos y coaliciones                        | Votos        | %            | ±pp          | Total      | +/−        |
|                        | UNIPOL (UNIPOL)                               | 103,084      | 36.51        | n/a          | 5          | n/a        |
|                        | Movimiento Independiente Fuerza Loretana (FL) | 90,145       | 31.92        | n/a          | 1          | n/a        |
|                        | Perú Posible (PP)                             | 63,937       | 22.64        | n/a          | 1          | n/a        |
|                        | Movimiento Independiente Nueva Amazonía (NA)  | 13,973       | 4.95         | n/a          | 0          | n/a        |
|                        | Unidad Nacional (UN)                          | 11,241       | 3.98         | n/a          | 0          | n/a        |
|                        |                                               |              |              |              |            |            |
| Total                  | Total                                         | 282,380      |              |              | 7          | n/a        |
|                        |                                               |              |              |              |            |            |
| Votos válidos          | Votos válidos                                 | 282,380      | 91.22        | n/a          |            |            |
| Votos en blanco        | Votos en blanco                               | 15,992       | 5.17         | n/a          |            |            |
| Votos nulos            | Votos nulos                                   | 11,189       | 3.61         | n/a          |            |            |
| Votos emitidos         | Votos emitidos                                | 309,561      | 79.56        | n/a          |            |            |
| Abstenciones           | Abstenciones                                  | 79,546       | 20.44        | n/a          |            |            |
| Votantes registrados   | Votantes registrados                          | 389,107      |              |              |            |            |
|                        |                                               |              |              |              |            |            |
| Fuente:                |                                               |              |              |              |            |            |

### Autoridades electas
| Cargo                             | Autoridad electa | Autoridad electa              | Partido político | Partido político                         |
| --------------------------------- | ---------------- | ----------------------------- | ---------------- | ---------------------------------------- |
| Presidente Regional de Loreto     |                  | Robinson Rivadeneyra Reátegui |                  | UNIPOL                                   |
| Vicepresidente Regional de Loreto |                  | Víctor Isla Rojas             |                  | UNIPOL                                   |
| Consejero Regional de Loreto      |                  | Luis Sánchez Alvarado         |                  | UNIPOL                                   |
| Consejero Regional de Loreto      |                  | Julio Grippa Jochamowitz      |                  | UNIPOL                                   |
| Consejera Regional de Loreto      |                  | Lourdes Van Heurck de Romero  |                  | UNIPOL                                   |
| Consejero Regional de Loreto      |                  | Héctor Minguillo Chanamé      |                  | UNIPOL                                   |
| Consejera Regional de Loreto      |                  | Hilmer Yahuarcani Canaquiri   |                  | UNIPOL                                   |
| Consejera Regional de Loreto      |                  | Bella Núñez de Reátegui       |                  | Movimiento Independiente Fuerza Loretana |
| Consejero Regional de Loreto      |                  | Wilder Tuesta Vílchez         |                  | Perú Posible                             |